# Branca Messina
Branca Messina, nome artístico de Branca Maria Messina Medeiros (Rio de Janeiro, 26 de fevereiro de 1985), é uma atriz de cinema, teatro e de televisão brasileira. Estreou no cinema em 2005, no filme Cafuné, interpretando a personagem Maria. Em 2021, Messina interpretou Amat na telenovela Gênesis, sendo a sua estreia em uma telenovela.

## Biografia
Aos 4 anos, Messina foi morar  com a mãe na Espanha. Aos 16 anos, voltou para o Rio de Janeiro. Desde muito cedo, já tinha um sonho de ser atriz. É formada pela Casa das Artes de Laranjeiras, considerada uma das principais escolas de artes do país. Branca já atuou em mais de dez longas-metragens, com destaque no festival de cinema Cine PE, onde foi nomeada a melhor atriz coadjuvante pelo filme Não por Acaso, de Philippe Barcinski. Também teve  destaque nos filmes Olhos Azuis, de José Joffily, e Vingança, de Paulo Pons.
No filme Loop interpretou a personagem Simone, papel que rendeu o prêmio de melhor atriz no Manchester International Film Festival (Reino Unido). Atuou também nos longas A Queda e Depois de Ser Cinza.
Na televisão, participou de diversas séries, dentre elas, a 2ª temporada de As Canalhas, do GNT, e Amor de 4 + 1, exibida pelo Canal Brasil. Branca também atuou na série Supermax, gravada em espanhol para ser exibida na Argentina e Espanha. A série foi dirigida por Daniel Burman e Herman Goldfrid.
Em 2021, Branca interpretou a personagem Amat na quarta fase da telenovela Gênesis da RecordTV.

## Filmografia

### Cinema[18]
2020 - Depois de Ser Cinza, de Eduardo Wannmacher
2020 - A Queda, de Diego Rocha
2020 - Loop, de Bruno Bini
2019 - Bio, de Carlos Gerbase
2015 - Ninguém ama ninguém por mais de dois anos, de Clovis Melo
2012 - Menos que nada, de Carlos Gerbase
2011 - Rio Sex Comedy, de Jonathan Nossiter
2010 - 400 Contra um, uma história do crime organizado, de Caco Souza
2010 - Olhos azuis, de José Joffily
2008 - Vingança, de Paulo Pons
2007 - Não por Acaso, de Philippe Barcinski
2007 - Mulheres, Sexo, Verdades e Mentiras, de Euclydes Marinho
2005 - Cafuné, de Bruno Vianna

### Televisão
| Ano        | Trabalhos         | Personagens e funções | #                           |
| ---------- | ----------------- | --------------------- | --------------------------- |
| 2008       | Quarto Mundo      | Apresentadora         | [ 26 ]                      |
| 2013       | Copa Hotel        | Luiza                 | [ 27 ]                      |
| 2014       | As Canalhas       | Eliana                | Episódio: "Eliana"          |
| 2015       | Milagres de Jesus | Latif                 | Episódio: "Os Dois Ladrões" |
| 2016       | Supermax          |                       | [ 15 ]                      |
| 2018       | Amor de 4         | Elisa                 | [ 28 ]                      |
| 2020–atual | A Divisão         | Lavínia               | Original Globoplay          |
| 2020       | Amor de 4+1       | Elisa                 | [ 14 ]                      |
| 2021       | Gênesis           | Amat                  | Episódio: "Ur dos Caldeus"  |
| 2022       | Reis              | Ana                   | Fase: "A Decepção"          |

### Teatro
- Else, de José Luis Junior
- Corte Seco, de Christiane Jatahy[32]
- Trabalhos de amores quase perdidos, de Pedro Brício[33]
- O Futuro, de Lucas Paraizo e com direção de Fernanda Bond[34]
- Te Falo com Amor e Ira, de Branca Messina e Fernanda Bond, com direção de Fernanda Bond[35][36]